# Madison Grant
Madison Grant (Nova York, 19 de novembro de 1865 — Nova York, 30 de maio de 1937) foi um advogado estadunidense, mais conhecido por seu trabalho como eugenista e conservacionista. Enquanto eugenista, Grant foi responsável por uma das mais famosas obras de racismo científico e interpretou um papel a(c)tivo na elaboração de políticas de restrição à imigração e de anti-miscigenação nos Estados Unidos. Como conservacionista, Grant recebeu o crédito por ter salvo da extinção muitas espécies de animais, pela fundação de muitas organizações ambientalistas e filantrópicas e pelo desenvolvimento da disciplina de manejo da vida selvagem.
Foi sepultado no cemitério de Sleepy Hollow.

## Obras
- Grant, Madison. "The vanishing moose, and their extermination in the Adirondacks," Century Magazine 47(1894): 345-356.
- ________. The caribou. Nova York, Office of the New York Zoological Society, 1902.
- ________. "Moose." Report of the Forest, Fish, Game Commission, State of New York (1903): 225-238.
- ________. The Rocky Mountain goat. Nova York, Office of the New York Zoological Society, 1905.
- ________. "Condition of wild life in Alaska", Smithsonian Institution Annual Report, 1909 (Washington, 1910): 521-529.
- ________. The passing of the great race; or, The racial basis of European history. Nova York, Charles Scribner's Sons, 1916.
- ________. The passing of the great race, or, The racial basis of European history. Nova ed., rev. e ampliada, com prefácio de Henry Fairfield Osborn. Nova York, Charles Scribner's Sons, 1918.
- ________. Saving the redwoods; an account of the movement during 1919 to preserve the redwoods of California. Nova York, Zoological Society, 1919.
- ________. The passing of the great race, or, The racial basis of European history. ed. rev. com suplemento com prefácios de Henry Fairfield Osborn. Nova York, Charles Scribner's Sons, 1921.
- ________. Der Untergang der grossen Rasse, die Rassen als Grundlage der Geschichte Europas. Tradução alemã de The passing of the Great Race por Rudolf Polland. Munique, J. F. Lehmann, 1925.
- ________, ed., com Charles Stewart Davidson. The founders of the republic on immigration, naturalization and aliens, collected for and edited by Madison Grant and Charles Stewart Davidson. Nova York, C. Scribner’s Sons, 1928.
- ________, ed., with Charles Stewart Davidson/ The alien in our midst; or, "Selling our birthright for a mess of pottage"; the written views of a number of Americans (present and former) on immigration and its results. Nova York, The Galton Publishing co., 1930.
- ________. The conquest of a continent; or, The expansion of races in America. Nova York, Charles Scribner’s Sons, 1933.